# Phong trào giải phóng dân tộc Việt Nam (1885–1945)
Phong trào giải phóng dân tộc Việt Nam nhằm mục tiêu giành lại độc lập cho Việt Nam bắt đầu từ năm 1885 và kết thúc sau Chiến tranh thế giới thứ hai, khi Đảng Cộng sản Việt Nam tiến hành Cách mạng tháng Tám thành công, thành lập nước Việt Nam Dân chủ Cộng hòa.

## Bối cảnh
Năm 1858, liên quân Pháp – Tây Ban Nha đổ bộ tấn công vào cảng Đà Nẵng và sau đó xâm chiếm Sài Gòn. Quân Pháp sau đó mở rộng chiến tranh xâm lược ra toàn miền Nam Việt Nam. Năm 1862, vua Tự Đức ký hiệp ước nhượng 3 tỉnh miền Đông Nam Bộ cho Pháp. Năm 1867, Pháp chiếm nốt 3 tỉnh miền Tây Nam Bộ, tạo thành lãnh thổ thuộc địa Nam Kỳ (Cochinchine) ở Nam Kỳ Lục tỉnh.
Sau khi củng cố vị trí vững chắc ở Nam Kỳ, từ 1873–1886, Pháp dần xâm chiếm nốt những phần còn lại của Đại Nam qua những cuộc chiến phức tạp ở Bắc Kỳ với lực lượng chủ chiến triều Nguyễn do Tôn Thất Thuyết, Nguyễn Văn Tường, Hoàng Kế Viêm lãnh đạo và quân Cờ đen của Lưu Vĩnh Phúc. Miền Bắc khi đó rất hỗn độn do những mối bất hòa giữa lương-giáo, người Việt - người Hoa - phương Tây].. Triều đình Huế không thể kiểm soát nổi tình hình. Nhà Thanh của Trung Quốc đem đại quân vào miền Bắc Việt Nam trên danh nghĩa giúp "chư hầu" nhà Nguyễn kháng Pháp, chiến tranh Pháp-Thanh bùng nổ trên chiến trường miền Bắc. Cuối cùng thì liên quân Thanh-Nguyễn đã thất bại và quân đội Pháp đã giành chiến thắng.
Quân nhà Nguyễn tuy có quân Thanh và quân Cờ Đen trợ chiến vẫn bị thất bại. Sau khi giành quyền làm chủ miền Bắc Việt Nam, chính phủ Pháp tuyên bố là họ sẽ bảo hộ Bắc Kỳ (Tonkin) và Trung Kỳ (Annam). Sau đó họ tiếp tục duy trì các hoàng đế bù nhìn cho đến Bảo Đại.

## Diễn biến các phong trào

### Phong trào Cần Vương
Sau khi nhà Nguyễn ký Hòa ước Giáp Thân (1884), Đại Nam chính thức bị mất đi độc lập, bị chia cắt thành 3 miền và trở thành thuộc địa của Pháp ở Đông Nam Á. Nhưng phái chủ chiến trong triều đình và các địa phương, đứng đầu là Tôn Thất Thuyết và Nguyễn Văn Tường vẫn mưu khôi phục, xây dựng lực lượng, đưa Nguyễn Phúc Ưng Lịch lên ngôi vua (Hàm Nghi). Những hành động của phái chủ chiến khiến cho Pháp lo lắng và tìm cách tiêu diệt phái này.
Trước sự uy hiếp đó, Tôn Thất Thuyết quyết định ra tay trước giành thế chủ động. Đêm mùng 4 tháng 7 năm 1885, quân Phấn nghĩa của Tôn Thất Thuyết mở trận phản công ở Kinh thành Huế nhưng sau đó bị quân Pháp đẩy lùi, triều đình Hàm Nghi lui về Quảng Trị, rồi Hà Tĩnh. Ngày 13 tháng 7, Chiếu Cần Vương được ban ra, phái chủ chiến và các thổ hào ở các địa phương khởi nghĩa hưởng ứng, tạo nên phong trào Cần Vương.
Các cuộc khởi nghĩa nổ ra rộng khắp và tập trung nhất ở các tỉnh đồng bằng nhưng cũng vì đó mà quân đội Pháp có thể dùng những ưu thế về hỏa lực để đàn áp các nghĩa quân. Các cuộc khởi nghĩa tiêu biểu thời kỳ này gồm có: khởi nghĩa Ba Đình, khởi nghĩa Nghệ An, khởi nghĩa Bình Định, khởi nghĩa Thái Bình, Nam Định, hoạt động của Nghĩa hội Quảng Nam...
Các thủ lĩnh tiêu biểu thời kỳ này gồm có: Mai Xuân Thưởng, Lê Trung Đình, Nguyễn Tự Tân, Nguyễn Duy Hiệu, Trần Văn Dư, Phan Thanh Phiến, Trương Đình Hội, Nguyễn Tự Tân, Lê Ninh, Phan Đình Phùng, Cao Thắng, Nguyễn Xuân Ôn, Phạm Bành, Đinh Công Tráng, Cầm Bá Thước, Nguyễn Quang Bích, Nguyễn Đức Ngữ, Hoàng Văn Thuý, Cầm Văn Thanh, Đèo Văn Trị, Đèo Văn Toa, Nguyễn Văn Giáp, Tạ Hiện, Nguyễn Thiện Thuật, Hoàng Đình Kinh,...
Năm 1888, vua Hàm Nghi bị bắt, phong trào bị suy yếu. Các lực lượng nghĩa quân bị đẩy lùi về các khu vực thượng du, trung du hay vùng lau sậy rậm rạp như Hùng Lĩnh của Tống Duy Tân, Thanh Sơn của Đốc Ngữ, Rừng Già của Đề Kiều, Bãi Sậy, Hai Sông của Nguyễn Thiện Thuật, Hương Khê của Phan Đình Phùng và Cao Thắng...
Tại Hùng Lĩnh, nghĩa quân bị đẩy lùi về miền tây Thanh Hoá. Năm 1892, Tống Duy Tân bị bắt, Cao Điển trốn ra Bắc, khởi nghĩa tan rã.
Tại vùng núi phía Bắc, khi các thủ lĩnh Đốc Ngữ bị sát hại (1892), Đề Kiều ra hàng, phong trào suy yếu và tan rã.
Tại Bãi Sậy, tháng 7 năm 1889, Nguyễn Thiện Thuật lánh sang Trung Quốc, các căn cứ Bãi Sậy, Hai Sông lần lượt bị vỡ. Tới năm 1892 thì khởi nghĩa Bãi Sậy tan rã.
Sau năm 1892, phong trào giờ chỉ còn duy nhất nghĩa quân Hương Khê của Phan Đình Phùng. Cuối năm 1895, Phan Đình Phùng trúng đạn tử thương. Đến đầu năm 1896, quân Pháp và Nguyễn Thân đàn áp xong cuộc khởi nghĩa Hương Khê.
Phong trào Cần Vương là phong trào cuối cùng của ý thức hệ phong kiến trong phong trào cách mạng giải phóng dân tộc ở Việt Nam.
Ngoài ra, thời kỳ này còn có khởi nghĩa Yên Thế. Mặc dù thủ lĩnh tối cao của cuộc khởi nghĩa này là Hoàng Hoa Thám có liên quan tới phong trào Cần Vương, nhưng cuộc khởi nghĩa vẫn được xem là khởi nghĩa nông dân tự phát. Cuộc khởi nghĩa này kéo dài tới năm 1913.

### Phong trào trước Thế chiến I
Đầu thế kỷ 20, Phan Bội Châu tổ chức phong trào Đông Du nhằm mục đích kêu gọi thanh niên người Việt ra ngoại quốc, chủ yếu là Nhật Bản, để học tập và chuẩn bị lực lượng chờ thời cơ hồi hương đấu tranh giành độc lập. Phan Châu Trinh đề xuất tư tưởng dân quyền, "tự lực khai hóa", với khẩu hiệu "khai dân trí, chấn dân khí, hậu dân sinh" để giải phóng dân tộc.
Năm 1904, Phan Bội Châu thành lập Duy Tân hội tại Quảng Nam, lấy đó làm lực lượng nòng cốt cổ động và thực hiện phong trào Đông Du. Tổ chức này hoạt động tuyên truyền chống Pháp và tồn tại cho đến năm 1912 thì giải tán. Rút kinh nghiệm từ Duy Tân hội, Phan Bội Châu thành lập Việt Nam Quang phục Hội ở Quảng Châu (Trung Quốc). Hội cũng thành lập Việt Nam Quang phục quân do Hoàng Trọng Mậu và Lương Lập Nham tổ chức và huấn luyện để có thể đánh về Việt Nam.
Năm 1906, Phan Châu Trinh đề xướng phong trào Duy Tân. Phong trào phát triển mạnh và hai năm sau đã làm bùng lên phong trào chống sưu thuế Trung Kỳ 1908.
Năm 1907, Lương Văn Can, Nguyễn Quyền, Đào Nguyên Phổ và những người cùng chí hướng đã lập ra phong trào Đông Kinh Nghĩa Thục (東京義塾) nhằm thực hiện cải cách xã hội Việt Nam. Mục đích của phong trào là nâng cao dân trí trong các tầng lớp người Việt. Ban tổ chức đã mở những lớp dạy học miễn phí và tổ chức những cuộc diễn thuyết để trao đổi các tư tưởng tiến bộ, mới mẻ, văn minh, và cổ động trong dân chúng.
Năm 1908, các bồi bếp và lính khố xanh, lính khố đỏ trong quân đội Pháp đóng ở thành Hà Nội đã làm nên vụ Hà Thành đầu độc nhằm mưu sát các sĩ quan, thượng cấp người da trắng và gây binh biến. Kế hoạch đầu độc lính Pháp này có sự tiếp ứng và chỉ đạo từ bên ngoài của nghĩa quân Yên Thế, cùng với sự tham gia của Phan Bội Châu trong việc vạch kế hoạch để tạo cuộc khởi nghĩa. Cuộc binh biến đã bị đàn áp và thất bại. Năm 1909, quân đội thực dân tổ chức cuộc tấn công quy mô lớn vào căn cứ Yên Thế, cơ bản xóa sổ cuộc khởi nghĩa.
Năm 1911, Nguyễn Tất Thành xuất dương đến Pháp tìm hiểu về Pháp và các nước phương Tây, để tìm ra biện pháp thích hợp nhằm giải phóng dân tộc Việt Nam.
Trong khoảng thời gian này, tại Nam Kỳ xuất hiện nhiều tổ chức hội kín tự phát (với nhiều tên gọi khác nhau, số lượng khoảng 70-80 nhóm). Năm 1912, Phan Xích Long được tôn lên làm minh chủ, trở thành lãnh đạo Phong trào hội kín Nam Kỳ với mục tiêu lật đổ thực dân, tôn Phan (tự nhận là con vua Hàm Nghi) lên làm Hoàng đế. Năm 1913, nhiều tổ chức hội kín bị vỡ, Phan Xích Long bị bắt sau âm mưu đánh bom Sài Gòn.

### Trong Thế chiến I
Từ năm 1914 đến năm 1918, thế giới bước vào cuộc Chiến tranh thế giới thứ nhất. Đây cũng là thời kỳ Việt Nam Quang phục Hội hoạt động mạnh ở trong nước, bất chấp việc Phan Bội Châu lúc này đang bị chính quyền Trung Hoa Dân quốc bắt giam. Dù ở trong tù, Phan Bội Châu vẫn lên kế hoạch cho cuộc tấn công vào các tỉnh biên giới Việt-Trung với trọng tâm là Cao Bằng: Hoàng Trọng Mậu và Nguyễn Hải Thần đánh Cao Bằng, Nguyễn Mạnh Hiếu đánh Móng Cái, Hoàng Trọng Mậu đánh Lạng Sơn. Đỗ Chân Thiết cùng Chi bộ Vân Nam mở mặt trận phối hợp ở tuyến đường sắt Vân Nam – Hải Phòng.
Tuy nhiên, cuối tháng 9, đầu tháng 10 năm 1914, thực dân Pháp tiến hành vây bắt, Đỗ Chân Thiết và 58 người khác bị xử tử vì âm mưu đánh chiếm Hà Nội. Do bất đồng ý kiến, kế hoạch tấn công biên giới cũng đổ bể sau thất bại ở Tà Lùng (Cao Bằng) vào ngày 3 tháng 3 năm 1915.
Sau đó, các Chi bộ Việt Nam Quang phục Hội ở trong nước mở các cuộc tấn công, tập kích vào các căn cứ của Pháp như tỉnh lị Phú Thọ (6 tháng 1, 1915), Nho Quan, Lục Nam (tháng 10 năm 1914), Bát Xát (8 tháng 8, 1916), Đồng Văn (3 tháng 3, 1917)... nhưng cuối cùng đều thất bại. Ngày 28 tháng 5 năm 1915, khoảng hai trăm tù nhân ngục Lao Bảo (Quảng Trị) do Liêu Thanh, Hồ Bá Kiện (từng tham gia phong trào Đông Du) chỉ huy đã giết cai ngục, phá nhà tù, trốn sang phía tây, nhưng hầu hết đều chết trong rừng.
Năm 1915, các hội kín ở Nam Kỳ tiến hành đấu tranh chống lại việc chính quyền thuộc địa bắt lính. Năm 1916, khoảng 300 hội viên do Nguyễn Hữu Trí dẫn đầu mở cuộc tấn công vào Sài Gòn hòng phá ngục giải cứu Phan Xích Long. Cuộc tấn công bị đánh tan, Phan Xích Long sau đó bị xử tử.
Từ năm 1915 đến đầu năm 1916, các lãnh đạo của Việt Nam Quang phục Hội ở Trung Kỳ là Thái Phiên, Trần Cao Vân, Lê Ngung, Phan Thành Tài, Nguyễn Thụy, Phạm Cao Chẩm,... quyết định liên hệ với vua Duy Tân để tiến hành cuộc nổi dậy kinh đô Huế cũng như các tỉnh Quảng Bình, Quảng Nam, Quảng Ngãi,... Cuộc nổi dậy dự kiến được phát động vào ngày 3 tháng 5 năm 1916 (1 tháng 4 năm Bính Thìn), nhưng do bị lộ từ trước nên thất bại. Thái Phiên, Trần Cao Vân, Tôn Thất Đề, Nguyễn Quang Siêu bị xử chém, còn vua Duy Tân bị lưu đày ở Réunion.

### Từ Thế chiến I cho đến trước 1925
Năm 1923, tại Quảng Châu, Trung Quốc, do bất đồng với tư tưởng bảo thủ của nhóm cao niên trong Việt Nam Quang phục Hội, Lê Hồng Phong, Hồ Tùng Mậu, Lê Hồng Sơn, Phạm Hồng Thái, Lâm Đức Thụ đã tách ra riêng và thành lập Tân Việt Thanh niên Đoàn (Tâm Tâm Xã). Để thức tỉnh đồng bào và gây thanh thế, ngày 19 tháng 6 năm 1924, Phạm Hồng Thái của Tân Việt Thanh niên Đoàn đã mưu sát toàn quyền Đông Dương Merlin tại khách sạn Victoria, Quảng Châu, Trung Quốc. Phạm Hồng Thái đã hy sinh và sự kiện này đã gây chấn động dư luận trong và ngoài Việt Nam.
Cuối năm 1924, Nguyễn Ái Quốc đến Quảng Châu và thuyết phục được những thành viên ưu tú của Tân Việt Thanh niên Đoàn tham gia thành lập Việt Nam Thanh niên Cách mạng Đồng chí Hội và họ đã trở thành những hạt nhân của tổ chức này. Tổ chức này cũng là một trong những tiền thân của Đảng Cộng sản Đông Dương. Tháng 2 năm 1925, Tân Việt Thanh niên Đoàn giải tán và chuyển thành Cộng sản Đoàn.
Ngày 15 tháng 10, 1923, chí sĩ Nguyễn An Ninh phát biểu bài diễn thuyết tại Hội Khuyến học Nam Kỳ. Những lời lẽ của Nguyễn An Ninh được cho là tiếng chuông khơi động sự "thức tỉnh đồng bào" về sự cần thiết nâng cao dân trí, xây dựng một nền văn hóa dân tộc. Tháng 12, Nguyễn An Ninh cho xuất bản báo La Cloche Fêlée (Chuông rè) để đấu tranh bằng ngòi bút.

### Phong trào cách mạng 1925-1930
Năm 1925, Nguyễn Ái Quốc cùng với 9 cựu thành viên ưu tú của Tâm Tâm xã thành lập Hội Việt Nam Cách mạng Thanh niên. Nguyễn Ái Quốc là người lãnh đạo Hội. Các hội viên chủ chốt gồm có: Hồ Tùng Mậu, Lê Hồng Sơn, Lê Hồng Phong, Vương Thúc Oánh, Trương Vân Lĩnh, Lưu Quốc Long, Lâm Đức Thụ... Trụ sở của Hội đặt tại Quảng Châu, Trung Quốc.
Cũng trong năm 1925, một số tù chính trị cũ ở Trung Kỳ như Lê Văn Huân, Nguyễn Đình Kiên,... một số giáo viên như Trần Mộng Bạch, Trần Phú, Hà Huy Tập,... và một số nhóm sinh viên Trường Cao đẳng Sư phạm Hà Nội như Tôn Quang Phiệt, Đặng Thai Mai... đã lập ra Hội Phục Việt, sau đổi tên thành Hội Hưng Nam. Đến năm 1926, Hưng Nam đổi thành Việt Nam Cách mạng Đảng. Đến tháng 7 năm 1927, lại đổi thành Việt Nam Cách mạng Đồng chí Hội. Hội đã nhiều lần họp bàn với Hội Việt Nam Cách mạng Thanh niên nhưng thất bại. Ngày 14 tháng 7 năm 1928, Hội họp đại hội tại Huế quyết định lấy tên là Tân Việt Cách mạng Đảng (Tân Việt).
Đảng Tân Việt hoạt động trong điều kiện Hội Việt Nam Cách mạng Thanh niên phát triển mạnh nên các thành viên chịu ảnh hưởng từ tư tưởng của Nguyễn Ái Quốc, tác phẩm Đường Kách Mệnh của ông được coi là "kim chỉ nam" của các thành viên Đảng Tân Việt. Một số đảng viên trẻ gia nhập Hội Việt Nam Cách mạng Thanh niên, một số đảng viên còn lại thì ở lại tích cực chuẩn bị thành lập 1 chính đảng theo chủ nghĩa Marx-Lenin và tư tưởng của Nguyễn Ái Quốc, còn một số khác thì chủ trương thành lập Liên đoàn Quốc gia.
Cuối năm 1924, Nguyễn An Ninh đã bắt đầu tiến hành xây dựng những cơ sở chính trị dưới hình thức hội kín. Năm 1925, tổ chức Thanh niên Cao vọng chính thức được thành lập. Thanh niên Cao vọng chủ trương tuyên truyền, phổ biến những nội dung, tư tưởng, học thuyết cách mạng để khơi dậy lòng yêu nước, khát vọng giải phóng dân tộc. Năm 1926, tổ chức đã tập hợp được hơn 7.000 thành viên. Năm 1929, Nguyễn An Ninh bị bắt, Thanh niên Cao vọng tan rã và phần lớn gia nhập tổ chức Cộng sản.
Tháng 6 năm 1925, trên đường đến Quảng Châu để tổ chức giỗ đầu cho Phạm Hồng Thái, Phan Bội Châu bị mật thám Pháp bắt giữ. Tháng 11, ông bị đưa về Việt Nam và tiến hành xét xử công khai. Trong phiên tòa, Nguyễn Khắc Doanh đã làm náo loạn khi đòi được chết thay, mở đầu cho phong trào đòi ân xá cho Phan Bội Châu. Phong trào diễn ra công khai, bắt đầu từ Hà Nội và lan ra nhiều tỉnh thành khác, tích cực nhất là tờ Thực nghiệp dân báo của Nguyễn Hữu Thu và tổ chức Hội Phục Việt. Cuối cùng, Toàn quyền Alexandre Varenne phải chấp nhận tha bổng cho Phan Bội Châu nhưng vẫn giam lỏng ông đến cuối đời.
Ngày 21 tháng 3 năm 1926, một số người yêu nước có tư tưởng dân chủ như Nguyễn Trọng Hy, Bùi Công Trừng, Trần Huy Liệu,... đã thành lập Đảng Thanh niên. Ngày 24 tháng 3 năm 1926, Phan Châu Trinh qua đời. Lễ tang và truy điệu của ông đã mở đầu cho nhiều cuộc đấu tranh công khai của nhiều tầng lớp trong cả nước. Đảng Tân Việt và Đảng Thanh niên đã tích cực tham gia phong trào. Tháng 4, Đảng Thanh niên ngừng hoạt động, nhiều thành viên chuyển hướng theo con đường cộng sản.
Năm 1927, Nguyễn Thái Học, Nhượng Tống, Phó Đức Chính, Phạm Tuấn Tài, Phạm Tuấn Lâm, Hồ Văn Mịch, Nguyễn Ngọc Sơn, Lê Văn Phúc... bí mật thành lập Việt Nam Quốc dân Đảng. Năm 1929, đảng này thực hiện vụ ám sát Bazin, làm 1 thông điệp chính trị gửi đến toàn quyền Đông Dương, cảnh cáo chính sách bất công thuộc địa. Chủ trương hoạt động của Quốc dân đảng đề ra có 2 phần: "Giai đoạn phá hoại" và "Giai đoạn kiến thiết". Vụ ám sát Bazin thuộc giai đoạn đầu. Năm 1929, sau những tổn thất nặng nề do chính quyền thực dân gây ra, một số lãnh tụ của Việt Nam Quốc Dân Đảng chủ trương phản công bằng một cuộc khởi nghĩa vũ trang, chứ không thể ngồi khoanh tay chờ bị tiêu diệt.
Năm 1930, Việt Nam Quốc dân đảng quyết định tiến hành khởi nghĩa. Khởi nghĩa bắt đầu ngày 9 tháng 2, nơi nổ súng đầu tiên là Yên Bái. Tại Yên Bái, Phú Thọ, quân đội Việt Nam Quốc dân đảng tạm chiếm một số nơi nhưng không giữ được. Tại Hà Nội chỉ kịp gây ra một số vụ nổ bom ở Sở sen đầm, Sở mật thám. Tại Kiến An, Hải Dương, mãi đến ngày 15 tháng 2 mới nổi dậy, chiếm được Vĩnh Bảo (Hải Dương) và Phụ Dực (Thái Bình), nhưng không đánh chiếm được Phả Lại, Hải Dương. Khởi nghĩa Yên Bái thất bại và tan rã. Đây là phong trào cuối cùng của ý thức hệ tư sản trong phong trào cách mạng chống Pháp ở Việt Nam. Từ đây, ngọn cờ cách mạng chống Pháp và vai trò lãnh đạo được giao vào tay giai cấp công nhân và các phong trào vô sản.

### Phong trào Xô Viết Nghệ Tĩnh
Năm 1930, ở Hồng Kông, Nguyễn Ái Quốc đã hợp nhất Đông Dương Cộng sản Đảng, Đông Dương Cộng sản Liên đoàn (hậu thân của Tân Việt Cách mạng Đảng), và An Nam Cộng sản Đảng thành Đảng Cộng sản Việt Nam, sau đó đổi tên thành Đảng Cộng sản Đông Dương. Sau khi Đảng Cộng sản Việt Nam thành lập, phong trào cách mạng ở Việt Nam với hạt nhân là lực lượng công nhân và nông dân đã chuyển biến mạnh mẽ. Đến tháng 9 năm 1930, đã có hàng loạt cuộc đấu tranh quy mô lớn. Nông dân Nghệ-Tĩnh đã vũ trang tấn công vào bộ máy cai trị của chế độ thuộc địa, tiêu biểu như: Biểu tình của hơn 3.000 nông dân huyện Nam Đàn (30 tháng 8, 1930), của gần 20.000 nông dân huyện Thanh Chương (1 tháng 9, 1930), của hơn 3.000 nông dân huyện Can Lộc (7 tháng 9, 1930)..., đỉnh cao là cuộc biểu tình đẫm máu ngày 12 tháng 9, 1930 của khoảng 8.000 nông dân phủ Hưng Nguyên kéo đến phủ lỵ với những khẩu hiệu: "Đả đảo chủ nghĩa đế quốc! Đả đảo phong kiến! Bỏ sưu thuế, chia ruộng đất". Thực dân Pháp đã dùng máy bay ném bom, giết chết 217 người.
Sự kiện này đã thổi bùng thêm ngọn lửa đấu tranh lan rộng khắp các địa phương trong tỉnh, kéo dài cho tới năm 1931, dẫn tới sự tan rã bộ máy chính quyền thực dân, phong kiến và hình thành các Xô viết. Tại Nghệ An, tổ chức Nông hội (Xã bộ nông) với các hình thức Xô viết đã nắm chính quyền ở các xã thuộc huyện Thanh Chương, Nam Đàn, một phần Anh Sơn, Nghi Lộc, Hưng Nguyên và Diễn Châu.
Tại Hà Tĩnh, các huyện Can Lộc, Thạch Hà và Đức Thọ có 172 xã thành lập Xô viết. Trong suốt thời gian tồn tại, các Xô viết đã đóng chức năng là chính quyền chuyên chính công nông, các đội "Tự vệ Đỏ" được lập ra để chống Pháp và trấn áp những người phản động. Phong trào Xô viết Nghệ Tĩnh đã giành được sự ủng hộ dưới nhiều hình thức của các địa phương, đồng thời cũng kích thích phong trào cách mạng trên toàn quốc dâng cao.
Khí thế của cao trào Xô viết Nghệ Tĩnh nhanh chóng lan rộng trong cả nước. Chỉ trong hai tháng 9 và 10 năm 1930, cả nước có 362 cuộc đấu tranh. Sự xuất hiện các Xô viết làm chức năng chính quyền cách mạng do giai cấp công nhân lãnh đạo đã phát triển ở nhiều vùng rộng lớn trong hai tỉnh Nghệ An và Hà Tĩnh.
Cuối cùng, do thực lực yếu, thực dân Pháp xua quân tấn công, các Xô viết đều bị đàn áp, khủng bố và tan rã.

### Phong trào dân chủ
Thập niên 1930, thế giới tư bản có sự xuất hiện của chủ nghĩa phát xít mà trục chính của nó là trục Bá Linh - La Mã - Đông Kinh, nguy cơ 1 cuộc chiến tranh thế giới đang tới gần. Trước tình hình đó, Quốc tế Cộng sản triệu tập Đại hội lần thứ VII tại Moskva, Liên Xô với sự có mặt của 65 đoàn đại biểu. Đoàn đại biểu của Đảng Cộng sản Đông Dương do Lê Hồng Phong dẫn đầu, lần đầu tiên tham dự Đại hội.
Đại hội đó quyết định những vấn đề quan trọng sau đây:
- Xác định kẻ thù trước mắt của nhân dân thế giới là chủ nghĩa phát xít.
- Nhiệm vụ trước mắt của giai cấp công nhân là đấu tranh chống chủ nghĩa phát xít, bảo vệ hòa bình, giành tự do, dân chủ.
- Xây dựng mặt trận thống nhất, đoàn kết rộng rãi.

Các Đảng Cộng sản Pháp, Đảng Cộng sản Tây Ban Nha, Đảng Cộng sản Trung Quốc làm nòng cốt trong việc xây dựng mặt trận dân tộc thống nhất, nhằm đoàn kết mọi lực lượng chống chiến tranh, bảo vệ hòa bình, đòi dân chủ, tự do.
Trước sức ép của Đảng Cộng sản Pháp và phong trào cánh tả Pháp, nhà cầm quyền Pháp đã phải thi hành một số thay đổi về chính sách. Với các nước thuộc địa, chính quyền Pháp đã có 3 quyết định rất quan trọng: Trả lại tự do cho tù chính trị, thành lập ủy ban điều tra tình hình các thuộc địa, và thi hành một số cải cách xã hội.
Cuối thập niên 1930, tình hình chính trị - xã hội - kinh tế ở Đông Dương rất rối loạn, đời sống nhân dân rất khó khăn. Công nhân bị thất nghiệp, lương giảm. Nông dân không đủ ruộng cày, chịu mức địa tô cao và bóc lột của địa chủ. Tư sản dân tộc ít vốn, chịu thuế cao, bị tư bản Pháp chèn ép. Tiểu tư sản trí thức bị thất nghiệp, lương thấp. Các tầng lớp lao động chịu thuế khóa nặng nề, sinh hoạt đắt đỏ.
Trước tình hình thế giới và Việt Nam có nhiều biến đổi, tháng 7 năm 1936, Hội nghị Ban chấp hành Trung ương Đảng Cộng sản Đông Dương do Lê Hồng Phong chủ trì, đã họp tại Hồng Kông để định ra đường lối và phương pháp đấu tranh mới, xác định mục tiêu chủ yếu trước mắt của cách mạng Việt Nam là đấu tranh chống chế độ thuộc địa, chống phát xít và chiến tranh, đòi tự do, dân chủ, cơm áo và hòa bình. Để tập hợp rộng rãi quần chúng nhân dân nhằm thực hiện được mục tiêu đó, Đảng chủ trương thành lập Mặt trận Thống nhất Nhân dân Phản đế Đông Dương (từ tháng 3 năm 1938 được đổi thành Mặt trận Dân chủ Đông Dương).
Mở đầu là phong trào phong trào Đông Dương Đại hội, từ 1 sáng kiến ở Sài Gòn đã được nhân rộng khắp toàn quốc. Tại Nam Kỳ đến cuối tháng 9 năm 1936 đã thành lập hơn 600 uỷ ban hành động của công nhân, nông dân, viên chức. Nhiều ủy ban hành động có trụ sở, tổ chức sinh hoạt chính trị công khai, vạch trần hiện trạng bất công, cực khổ dưới chế độ thuộc địa tàn bạo, thảo luận các biện pháp đấu tranh thích hợp nhằm đạt được các yêu sách.
Năm 1936, Đảng Cộng sản Đông Dương thảo ra bản "nguyện vọng" gửi tới phái đoàn chính phủ Pháp, đấu tranh đòi tự do, dân chủ. Các ủy ban hành động thành lập khắp nơi, phát truyền đơn, ra báo, mít tinh, thảo luận dân chủ, dân sinh. Tháng 9 năm 1936 chính quyền Pháp giải tán Ủy ban hành động, cấm hội họp, tịch thu các báo.
Tinh thần đấu tranh của các tầng lớp nhân dân đã buộc nhà chính quyền Đông Dương ra Nghị định ngày 11 tháng 10 năm 1936, quy định một số quyền lợi của công nhân như thời gian làm việc không được quá 8 giờ/ngày kể từ ngày 1 tháng 1 năm 1938; công nhân được nghỉ Chủ nhật và nghỉ phép năm có lương; cấm bắt phụ nữ và lực cai làm việc ban đêm...
Nhân dân lao động dựa vào những cơ sở pháp lý đó đấu tranh với giới chủ tư bản và chính quyền thuộc địa nhằm từng bước cải thiện điều kiện lao động và sinh hoạt của mình. Những tháng cuối năm 1936 đã có 361 cuộc bãi công, trong đó có một số cuộc bãi công có quy mô lớn và có tiếng vang trên cả nước như cuộc bãi công của hàng ngàn công nhân mỏ thiếc Tĩnh Túc (Cao Bằng), đặc biệt là cuộc bãi công của hơn 30.000 công nhân mỏ than Hồng Gai - Cẩm Phả (11 năm 1936).
Kết quả của sự phối hợp đấu tranh giữa dân Pháp và dân Việt là đã buộc chính quyền thuộc địa phải trả lại tự do cho 1.532 tù chính trị, phần lớn là các chiến sĩ cộng sản. Ngay sau khi ra khỏi nhà tù thực dân, họ đã lao ngay vào cuộc chiến đấu mới, tổ chức quần chúng, xây dựng lại cơ sở, đưa phong trào cách mạng đi lên.
Đầu năm 1937, từ Bắc chí Nam người dân lao động mít tinh biểu dương lực lượng nhân dịp Justin Godart, phái viên của chính phủ Pháp sang điều tra tình hình Đông Dương. Ngày 1 tháng 1 năm 1937, ở Nam Kỳ, hơn 20.000 người đủ các giới, nhất là giới lao động Sài Gòn - Chợ Lớn và nông dân phụ cận đón Godart bằng những khẩu hiệu đòi tự do dân chủ, công bằng, thi hành luật lao động, thi hành chế độ làm 8 giờ/ngày, đòi quyền phụ nữ, quyền nông dân, công nhân, hủy thuế thân, giảm sưu cao thuế nặng, ân xá chính trị phạm,...
Phong trào của Mặt trận Dân chủ Đông Dương đạt tới đỉnh điểm với lễ kỷ niệm ngày Quốc tế Lao động (1 tháng 5 năm 1938). Lần đầu tiên ở Đông Dương, ngày Quốc tế Lao động được tổ chức kỷ niệm công khai, rầm rộ ở Hà Nội, Sài Gòn, có đông đảo quần chúng tham gia.
Để phong trào tiến lên mạnh mẽ hơn nữa, nhiều quyết định về tổ chức đã được thực hiện: lập Đoàn thanh niên phản Đế, Hội cứu tế bình dân, Công hội, Nông hội. Tại nông thôn, các hình thức tổ chức như Hội cấy, Hội lợp nhà, Hội chèo... được phát triển rộng khắp, tập hợp được hàng triệu quần chúng.
Từ năm 1937, Đảng Cộng sản Đông Dương lưu hành hợp pháp, bán hợp pháp, và bất hợp pháp các tờ báo Tin tức, Đời nay, Phổ thông, Dân chúng, Lao động, Tranh đấu,... bằng tiếng Việt và tiếng Pháp. Những tờ báo đó đã trở thành mũi xung kích trong cuộc vận động dân chủ, dân sinh.
Nhiều sách chính trị - lý luận xuất bản công khai hoặc bí mật, ngay tại thuộc địa hoặc đưa từ Pháp về. Nhiều tác phẩm văn học hiện thực phê phán ra đời như: Bước đường cùng, Tắt đèn, Số đỏ, thơ cách mạng, kịch Đời cô Lựu,...
Cuối năm 1937, Đảng Cộng sản Đông Dương phát động phong trào truyền bá chữ Quốc ngữ giúp quần chúng đọc được sách báo, nâng cao sự hiểu biết về chính trị và cách mạng. Ngày 29 tháng 7 năm 1938, Hội Truyền bá quốc ngữ được thành lập tại Hà Nội do Nguyễn Văn Tố làm Hội trưởng. Phong trào lan rộng ra Trung Kỳ (1939) và Nam Kỳ (1944).
Cùng năm, Hội Ánh sáng của nhóm tác gia Tự Lực văn đoàn thành lập với tuyên bố "cải cách xã hội một cách êm thấm trong phạm vi luật pháp", mở đầu cho các hoạt động xã hội của nhóm. Năm 1938, nhóm bắt đầu công khai hoạt động chính trị và bị chính quyền thực dân đàn áp.
Cao trào dân chủ đã buộc Pháp phải nhượng bộ một số yêu sách về dân sinh, dân chủ. Quần chúng được giác ngộ về chính trị, trở thành lực lượng chính trị mạnh mẽ của cách mạng Việt Nam. Cán bộ cộng sản được tập hợp và trưởng thành. Phong trào đó cũng là một cuộc tổng diễn tập, chuẩn bị cho cách mạng tháng Tám sau này.

### Phong trào cách mạng 1939-1945

#### Chủ trương bạo động
Ngày 29 và 30 tháng 8 năm 1938, Ban Chấp hành Trung ương Đảng Cộng sản Đông Dương tổ chức Hội nghị tại Bà Điểm (thuộc 18 thôn vườn trầu, Hóc Môn, Gia Định) do Tổng bí thư Hà Huy Tập chủ trì, có sự tham gia của Lê Hồng Phong, Võ Văn Tần, Nguyễn Văn Cừ, Nguyễn Chí Diểu,... Hội nghị đã tổng kết lại phong trào cách mạng, đặc biệt là lớn mạnh của Đảng Cộng sản Đông Dương qua phong trào đấu tranh dân chủ. Trước tình hình mới, Hội nghị quyết định thành lập Mặt trận Thống nhất Dân chủ Đông Dương thay cho Mặt trận Nhân dân Phản đế, tăng cường hoạt động đấu tranh quần chúng. Mặt khác Hội nghị ra một nghị quyết riêng về phòng thủ Đông Dương và vận động binh lính, bầu Nguyễn Văn Cừ làm Tổng bí thư.
Ngày 6 tháng 11 năm 1939, sau khi Chiến tranh thế giới thứ hai nổ ra (1 tháng 9, 1939), Ban Chấp hành Trung ương Đảng Cộng sản Đông Dương tổ chức Hội nghị Trung ương do Tổng bí thư Nguyễn Văn Cừ chủ trì ở Bà Điểm, có sự góp mặt của Võ Văn Tần, Phan Đăng Lưu, Lê Duẩn,... Hội nghị phân tích mâu thuẫn chủ yếu, gay gắt nhất ở Đông Dương lúc này là mâu thuẫn giữa đế quốc và các dân tộc Đông Dương, xác định mục tiêu chiến lược trước mắt của cách mạng là đánh đổ đế quốc và tay sai, giải phóng các dân tộc Đông Dương, làm cho Đông Dương hoàn toàn độc lập, gác lại khẩu hiệu cách mạng ruộng đất. Hội nghị quyết định thành lập Mặt trận Thống nhất Dân tộc Phản đế Đông Dương thay thế Mặt trận Thống nhất Dân chủ, tập trung vào kẻ thù chính là đế quốc và tay sai, chuyển đấu tranh dân chủ sang bạo động cách mạng, đề ra khẩu hiệu thành lập chính quyền Dân chủ Cộng hòa thay cho chính quyền Xô viết, đặt nhiệm vụ giải phóng dân tộc lên hàng đầu.

#### Những tiếng súng đầu tiên
Ngày 27 tháng 9 năm 1940, người dân Bắc Sơn do Đảng bộ Đảng Cộng sản Đông Dương địa phương lãnh đạo đã chớp cơ hội đế quốc Nhật tấn công vào Lạng Sơn, đế quốc Pháp trốn chạy về Thái Nguyên qua Bắc Sơn, Đảng bộ Bắc Sơn huy động dân chúng vũ trang cướp chính quyền, tấn công chiếm được đồn Mỏ Nhài, tiếp tục tấn công tàn quân Pháp ở đèo Canh Tiêm, Sập Dì. Xứ ủy Bắc Kỳ Đảng Cộng sản Đông Dương cử Trần Đăng Ninh lãnh đạo phong trào và xây dựng lực lượng để chiến đấu lâu dài. Pháp sau đó tập trung quân chiếm lại các đồn và đàn áp phong trào. Khởi nghĩa Bắc Sơn tan rã nhưng phong trào du kích vẫn tiếp tục.
Năm 1940, Xứ ủy Nam Kỳ Đảng Cộng sản Đông Dương chủ trương và lãnh đạo cuộc khởi nghĩa Nam Kỳ trong hoàn cảnh nước Pháp bị bại trận trong Chiến tranh thế giới thứ hai, đế quốc Nhật Bản xâm chiếm Đông Dương, chiến tranh Pháp-Xiêm có nguy cơ bùng nổ, phong trào phản kháng của binh sĩ người Việt trong quân đội Pháp ở miền Nam Việt Nam có dấu hiệu phát triển. Hội nghị Ban chấp hành Trung ương Đảng Cộng sản Đông Dương họp tháng 11 nhận định điều kiện cách mạng chưa chín muồi, đã quyết nghị đình hoãn cuộc khởi nghĩa. Nhưng quyết định đó chưa kịp phổ biến thì lệnh khởi nghĩa đã được ban bố. Ngày 23 tháng 11, khởi nghĩa đã diễn ra ở Mỹ Tho, Gia Định, Chợ Lớn, Tân An, Sóc Trăng, Cần Thơ, Vĩnh Long, Long Xuyên, Bạc Liêu... Chính quyền cách mạng được thành lập ở một số nơi và đã bắt đầu ngay một số cải cách dân chủ. Riêng ở Sài Gòn, kế hoạch bị lộ, Pháp kịp đề phòng, và khởi nghĩa không thực hiện được. Pháp thẳng tay đàn áp phong trào khởi nghĩa. Hàng nghìn người bị giết và bị bắt, nhiều làng mạc bị triệt phá, nhiều cán bộ Đảng Cộng sản Đông Dương (Nguyễn Văn Cừ, Hà Huy Tập, Phan Đăng Lưu, Võ Văn Tần, Nguyễn Thị Minh Khai...) bị xử tử. Lực lượng khởi nghĩa một số rút được về U Minh, Đồng Tháp... Khởi nghĩa Nam Kỳ đã nêu cao ý chí đấu tranh của người dân Việt Nam và báo hiệu 1 cuộc khởi nghĩa toàn quốc, bước đầu đấu tranh vũ trang của các dân tộc ở Đông Dương.
Ngày 13 tháng 1 năm 1941, dưới sự chỉ huy của Đội Cung (Nguyễn Văn Cung), binh lính người Việt trong quân đội Pháp đang đóng ở đồn Chợ Rạng (Thanh Chương, Nghệ An) đã nổi dậy. Tối hôm đó, họ đánh chiếm đồn Đô Lương rồi lên xe kéo về Vinh, định cùng binh lính người Việt ở đây tấn công Pháp để chiếm thành. Kế hoạch không thành, Đội Cung bị bắt và bị xử tử cùng với 10 đồng đội của ông tại Vinh ngày 24 tháng 4. Nhiều người khác bị kết án khổ sai và đưa đi đày.

#### Phong trào Việt Minh
Đầu năm 1941, Nguyễn Ái Quốc về Việt Nam và trực tiếp lãnh đạo cách mạng chống Pháp. Sau một thời gian nắm tình hình quốc nội và chuẩn bị, Nguyễn Ái Quốc đã triệu tập và chủ trì Hội nghị lần VIII Ban chấp hành Trung ương Đảng Cộng sản Đông Dương từ ngày 10-19 tháng 5 năm 1941 trong rừng Khuổi Nậm, thuộc Pác Bó (Hà Quảng, Cao Bằng). Hội nghị Pác Bó đã xác định cuộc cách mạng ở Đông Dương trong giai đoạn hiện tại là 1 cuộc cách mạng dân tộc giải phóng và chủ trương thành lập Mặt trận dân tộc thống nhất riêng cho mỗi nước Việt Nam, Lào, Campuchia. Ngoài ra, hội nghị cũng hoàn chỉnh hướng chỉ đạo chiến lược cách mạng được đề ra từ hội nghị VI vào tháng 11 năm 1939 là đề cao nhiệm vụ giải phóng dân tộc lên hàng đầu. Theo đề nghị của Nguyễn Ái Quốc, vào ngày 19 tháng 5 năm 1941, Hội nghị quyết định thành lập Mặt trận Việt Nam Độc lập Đồng minh (gọi tắt là Việt Minh). Đây là một mặt trận dân tộc do Nguyễn Ái Quốc và Đảng Cộng sản Đông Dương thành lập và lãnh đạo để thực hiện nhiệm vụ trước mắt, đó là giải phóng dân tộc, chống Pháp giành độc lập.
Tháng 1 năm 1944, để thúc đẩy khởi nghĩa vũ trang, Thường vụ Trung ương Đảng Cộng sản Đông Dương triệu tập Hội nghị Quân chính Bắc Kỳ tại làng Phật Tích (Tiên Du, Bắc Ninh) do Hạ Bá Cang chủ trì, có sự tham gia của Chu Văn Tấn, Văn Tiến Dũng, Nguyễn Văn Trân, Ngô Thế Sơn, Lưu Đức Hiếu,... Hội nghị kiểm điểm sự phát triển của các đoàn thể Cứu quốc; việc tổ chức các Đội tự vệ vũ trang, việc xây dựng các căn cứ quân sự; đề ra các biện pháp phát triển công tác công vận, binh vận; đặt vấn đề đẩy mạnh quân sự hoá các đoàn thể quần chúng; mở các lớp huấn luyện quân sự cho các Xứ ủy viên, Tỉnh ủy viên, Thành ủy viên để tổ chức huấn luyện quân sự trong các địa phương.

#### Cao trào kháng Nhật
Tối 9 tháng 3 năm 1945, Nhật đảo chính Pháp trên toàn bán đảo Đông Dương, trong đó có Việt Nam. Sau khi lật Pháp độc chiếm Đông Dương, chính quyền thuộc địa mới của Nhật Bản liền thi hành chính sách mua chuộc, mỵ dân, kết hợp với chính sách đàn áp.
Về chính trị, Đế quốc Nhật Bản tuyên bố trao trả "độc lập" cho Việt Nam, thành lập và bảo hộ Đế quốc Việt Nam, nhưng giữ nguyên bộ máy cai trị của Pháp và thay người Nhật vào vị trí người Pháp. Nhật cho quân đội Thiên Hoàng tấn công vào các chiến khu và cơ sở cách mạng của Việt Minh.
Về kinh tế, Nhật chiếm các cơ sở kinh tế của chế độ cũ, in giấy bạc mới tung ra thị trường, vơ vét tư liệu sản xuất, hàng hóa, lương thực và cướp đoạt tài sản của dân chúng Việt Nam; làm cho nền kinh tế Việt Nam bị kiệt quệ, cuộc sống người dân điêu đứng, cùng quẫn. Giá gạo ở Bắc Kỳ vào tháng 10 năm 1944 còn là 1.150 đồng/tạ, thì đến tháng 2 năm 1945 đã là 1.000 đồng/tạ. Tình trạng đó đã dẫn đến nạn đói Ất Dậu, làm gần 2 triệu người bị chết đói.
Trong cuộc họp kéo dài từ ngày 9 tháng 3 đến 12 tháng 3, Thường vụ Trung ương Đảng Cộng sản Đông Dương ra chỉ thị "Nhật-Pháp bắn nhau và hành động của chúng ta". Đảng Cộng sản Đông Dương chủ trương phát động cao trào kháng Nhật mạnh mẽ và chuẩn bị cho tổng khởi nghĩa; đồng thời thay đổi hình thức tuyên truyền, thay đổi khẩu hiệu tuyên truyền, tổ chức đấu tranh để thích hợp với tình hình mới.
Phong trào đã diễn ra mạnh mẽ, phong phú về nội dung và hình thức, tấn công Nhật toàn diện trên các mặt chính trị, kinh tế, quân sự, văn hóa... trên khắp các thành thị, nông thôn, và vùng thượng du. Phong trào đã chiếm giữ được nhiều vùng rộng lớn, hình thành nhiều căn cứ cộng sản.
Quân đội Nhật đã mở các cuộc càn quét, bình định, tấn công mạnh vào các vùng của Việt Minh. Quân Việt Minh, các đội dân quân, tự vệ, du kích đã chống trả quyết liệt, bảo vệ căn cứ của họ. Tại các đô thị, các phong trào đấu tranh của công nhân, học sinh, viên chức dâng cao. Nhiều tổ chức công nhân cứu quốc được xây dựng ở nhiều xí nghiệp. Cao trào kháng Nhật hoạt động sôi nổi trên cả nước.
Ngày trong thời điểm này, tổ chức Đảng bộ Đảng Cộng sản Đông Dương nhiều nơi đã phát động nổi dậy ở một số địa phương: Ngày 10 tháng 3, Ban cán sự Đảng tỉnh Bắc Ninh phát động nổi dậy ở xã Trung Mầu, rồi lan ra khắp huyện Tiên Du, tuyên bố thành lập chính quyền nhân dân. Đêm ngày 11 tháng 3, tổ chức Việt Minh tại Hưng Yên tổ chức tập kích đồn Bần, mở đầu cho các cuộc "phá kho thóc Nhật" trong tỉnh. Cùng ngày, chi bộ Đảng ở căng Ba Tơ (Quảng Ngãi) tiến hành khởi nghĩa, phá nhà lao, thành lập Đội du kích Ba Tơ do Nguyễn Chánh chỉ huy, thành lập chính quyền huyện. Ngày 12 tháng 3, Thường vụ Xứ ủy Bắc Kỳ Lê Thanh Nghị cùng Bí thư Ban cán sự Đảng Bắc Giang Nguyễn Trọng Tỉnh trên đường đến Hiệp Hòa, qua Xuân Biều thì phát động khởi nghĩa, thành lập chính quyền.

#### Những sự chuẩn bị cuối cùng
Ngày 15 tháng 4 đến 20 tháng 4 năm 1945, Thường vụ Trung ương Đảng Cộng sản Đông Dương tổ chức Hội nghị Quân sự Bắc Kỳ ở Hiệp Hòa (Bắc Giang), do Tổng bí thư Trường Chinh chủ trì. Hội nghị quyết định phát triển lực lượng vũ trang, thống nhất Cứu quốc quân và Việt Nam Tuyên truyền Giải phóng quân, thành Việt Nam Giải phóng quân, xây dựng trong nước 7 chiến khu: Lê Lợi, Hoàng Hoa Thám, Quang Trung, Trần Hưng Đạo ở Bắc Kỳ, Phan Đình Phùng, Trưng Trắc ở Trung Kỳ, Nguyễn Tri Phương ở Nam Kỳ. Hội nghị bầu ra Ủy ban Quân sự Cách mạng Bắc Kỳ gồm Võ Nguyên Giáp, Văn Tiến Dũng, Lê Thanh Nghị, Trần Đăng Ninh để chỉ huy các chiến khu ở miền bắc Đông Dương và giúp đỡ cho toàn quốc về mặt quân sự.
Ngày 16 tháng 4 năm 1945, Tổng bộ Việt Minh ra chỉ thị về việc tổ chức Ủy ban Dân tộc Giải phóng Việt Nam và Ủy ban Dân tộc Giải phóng các cấp, sẵn sàng chuẩn bị cho việc giành chính quyền. Đến ngày 15 tháng 5, Việt Nam Giải phóng quân chính thức thành lập, bắt đầu tiến hành các hoạt động quân sự ở các tỉnh miền núi vùng đông bắc Bắc Kỳ.
Tháng 5 năm 1945, Hồ Chí Minh từ Pác Bó đến Tân Trào để trực tiếp chỉ đạo phong trào cách mạng. Ngày 4 tháng 6, theo chỉ thị của Hồ Chí Minh, Khu Giải phóng Việt Bắc được thành lập trên cơ sở các chiến khu và khu vực được Giải phóng quân giải phóng thuộc 6 tỉnh Cao, Bắc, Lạng, Hà, Tuyên, Thái. Khu giải phóng Việt Bắc là căn cứ địa chính của phong trào cách mạng, cũng là địa điểm để tổ chức hoạt động thành lập Ủy ban Dân tộc Giải phóng Việt Nam, đóng vai trò chính phủ lâm thời sau khi giành chính quyền.

## Việt Nam độc lập

### Cách mạng tháng Tám
Khi Đế quốc Nhật đầu hàng phe Đồng Minh giữa năm 1945, Việt Nam có cơ hội lớn giành lại độc lập. Cơ hội này đã được Hồ Chí Minh và Việt Minh tận dụng. Ngày 19/8/1945, Đảng Cộng sản Đông Dương và Mặt trận Việt Minh tổ chức cuộc Cách mạng tháng Tám, khởi đầu từ Tổng khởi nghĩa Hà Nội rồi dần lan rộng ra khắp miền Bắc, miền Trung, miền Nam và cả nước. Kết quả Đế quốc Nhật và chính phủ Đế quốc Việt Nam do họ thành lập và bảo hộ đã sụp đổ.

### Thành lập nước Việt Nam Dân chủ Cộng hòa
Sáng ngày 26 tháng 8 năm 1945, tại ngôi nhà số 48 Hàng Ngang (Hà Nội), Hồ Chí Minh triệu tập và chủ trì cuộc họp của Thường vụ Trung ương Đảng Cộng sản Việt Nam. Trong số các quyết định của cuộc họp này, Thường vụ nhất trí chuẩn bị Tuyên ngôn độc lập và tổ chức mít tinh lớn ở Hà Nội để ra mắt người dân và chính thức công bố quyền độc lập và thiết lập chính thể dân chủ cộng hòa.
Ngày 30 tháng 8 năm 1945, Hồ Chí Minh mời một số người đến góp ý cho bản Tuyên ngôn độc lập do ông soạn thảo. Ngày 31 tháng 8, Hồ Chí Minh bổ sung thêm cho dự thảo Tuyên ngôn độc lập.
Ngày 2 tháng 9 năm 1945, Hồ Chí Minh đọc bản Tuyên ngôn Độc lập trước đông đảo nhân dân, chính thức khai sinh nước Việt Nam Dân chủ Cộng hòa. Việt Nam chính thức phục hồi nền độc lập sau gần 100 năm Pháp thuộc.
Đây được nhiều người xem là bản Tuyên ngôn độc lập thứ 3 trong lịch sử Việt Nam, sau bài thơ thần Nam Quốc Sơn Hà của Lý Thường Kiệt ở thế kỷ X và Bình Ngô Đại Cáo của Nguyễn Trãi viết năm 1428.